# Parnall Peto
El Parnall Peto era un pequeño hidroavión biplano monomotor diseñado para cumplir los requisitos solicitados en la Especificación 16/24 del Ministerio del Aire británico para un hidroavión biplano de exploración embarcado en submarino. Fue diseñado y construido por la compañía George Parnall & Co. ubicada en Yate (Gloucestershire).

## Historia y diseño
La primera armada que de forma básica experimentó el tan en boga durante el periodo de entreguerras concepto de "submarino portaviones" fue la Marina Imperial alemana que utilizó por primera vez un submarino que pudiera transportar aviones cuando el U-boot SM U 12 apoyó a un hidroavión de reconocimiento Friedrichshafen FF.29 de la base de Zeebrugge pilotado por el Oberleutnant zur See Friedrich von Arnauld de la Perière del Servicio Aéreo Naval en 1915; aunque el FF.29 no estaba alojado en el primitivo U-Boat de 57,30 m, se experimentó con transportar el hidroavión en la cubierta de popa del submarino en superficie en una posición de despegue para luego, sumergiendo parcialmente la popa permitir que el hidroavión flote y despegue.
De construcción mixta de madera, tela, aluminio y acero, el Parnall Peto era un biplano con alas de envergadura desigual, rectangulares y plegables unidas entre ellas con refuerzos Warren. El primer avión (N181) estaba propulsado por un motor Bristol Lucifer de 103 HP (75 kW), y equipado con flotadores de madera de caoba contrachapada tipo "Consuta Plywood" fabricados con licencia de la firma S.E Saunders Ltd.. por la firma George Parnall & Co. y recibieron los números de serie N181 y N182. El primer prototipo, N181, se estrelló en Gibraltar y fue reconstruido como N255 antes de perderse con el submarino HMS M2 cuando su hangar se inundó. El Peto fue uno de los proyectos de diseño más complicados que emprendió la compañía Parnall, debido al pequeño espacio ofrecido por el hangar (2,44 m de ancho) que tenía que contener la aeronave.

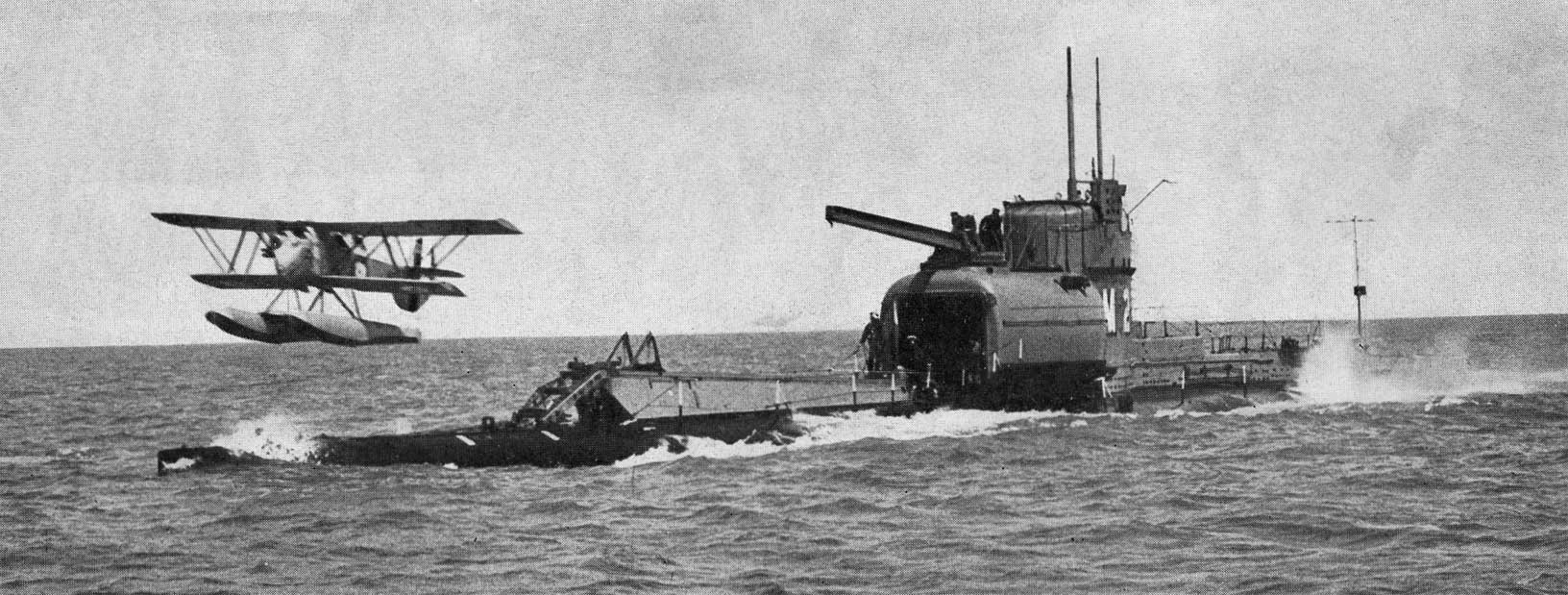
Lanzamiento del Parnall Peto desde el HMS M"

Para realizar los experimentos y pruebas de desarrollo del concepto que contemplaba el transporte, lanzamiento y recogida e izado de un hidroavión de exploración se escogió al submarino HMS M2. 
Los submarinos de la Clase M británica eran muy grandes para los estándares de la época, con 90 m de largo, fueron diseñados para operar como monitores submarinos o cruceros con un desplazamiento de 1 600 t en superficie. Su cañón de 12" fue reemplazado por un pequeño hangar de aviones, cuyo trabajo se completó en 1927; este hangar de solo 2,44 m de ancho podía transportar el pequeño hidroavión Parnall Peto especialmente diseñado para el M2, que, una vez desplegadas sus alas, podría bajarse con la grúa que se instaló encima del hangar, sobre el mar para el despegue; al amerizar, la aeronave se volvía a subir a cubierta, se plegaban las alas y se guardaba en el hangar. Se instaló una catapulta para aviones en octubre de 1928 con el fin de permitir el despegue del hidroavión directamente desde la cubierta.  El submarino estaba destinado a operar en vanguardia de la flota de batalla en un papel de reconocimiento lanzando su hidroavión desarmado como explorador.
Cuando el primer prototipo, N181 se estrelló al largo de Gibraltar fue reconstruido como N255 con nuevas alas, flotadores de metal y un motor Armstrong Siddeley Mongoose de 169 hp antes de perderse con el submarino HMS M2 con sus 60 tripulantes el 26 de enero de 1932 cuando su hangar se inundó.
El submarino fue encontrado el 3 de febrero, ocho días después de su pérdida; en el examen del pecio la puerta del hangar se encontró abierta y el avión en su interior. Por lo que se dedujo en aquel momento que el accidente fue a consecuencia de la entrada de agua en el submarino a través de la puerta principal del hangar, que se había abierto para lanzar el avión poco después de emerger y la que comunicaba el interior de este con el interior de la nave.
Con la pérdida del M2, la Royal Navy abandonó la idea de los hidroaviones embarcados y lanzados desde submarinos, aunque la mayoría de las otras armadas como las de EE. UU. con el Martin MS-1 - (USS S-1 (SS-105)), Francia: Besson MB.411 - (Surcouf), Italia: Piaggio P.8 - (Ettore Fieramosca) y Japón: Yokosuka E6Y - (Clase Junsen) también experimentaron con el concepto en los años de entreguerras con mayor o menor fortuna.

## Aeronaves
Los dos aviones construidos fueron:
N181
Prototipo que naufragó en Gibraltar el 11 de febrero de 1930 y se reconstruyó como N255 con flotadores mejorados; se perdió con el HMS M2.
N182
Se estrelló el 29 de junio de 1930 en Stokes Bay. Adquirido por F.CH Allen y preparado para uso civil en el aeródromo Ford en Sussex entre 1933 y 1934
Inscrito en el Registro Civil de Aeronaves como G-ACOJ pero, el proyecto de ponerlo en vuelo fue abandonado.

## Características técnicas (ParnallPetoN181)
Referencia datos: Wixey, pp.159–160

### Características generales
- Tripulación: 2
- Longitud: 6,88 m
- Envergadura: 8,68 m
- Altura: 2,72 m
- Superficie alar: 16,2 m²
- Peso vacío: 589,67 kg
- Peso cargado: 884,50 kg
- Planta motriz: 1× radial de tres cilindros, enfriado por aire Bristol Lucifer.
  - Potencia: 75 kW (103 HP; 102 CV)

### Rendimiento
- Velocidad nunca excedida (Vne): 181,85 km/h (113 mph)
- Alcance: 2 horas
- Radio de acción: km
- Alcance en combate: km
- Alcance en ferry: km
- Techo de vuelo: 11 300' (3 400 m)[9]
- Régimen de ascenso: 600 pies/min (3,0 m/s)